# Noël Milarew Odingar
Noël Milarew Odingar (1932 – 4 maggio 2007) è stato un politico ciadiano.
È stato Presidente del Ciad per pochi giorni nell'aprile 1975.